# Tagoropsis dura
Tagoropsis dura är en fjärilsart som beskrevs av Wilhelm Moritz Keferstein 1870. Tagoropsis dura ingår i släktet Tagoropsis och familjen påfågelsspinnare. Inga underarter finns listade i Catalogue of Life.